# 엄격책임범죄
엄격책임범죄란 고의나 과실 등 구성요건을 충족하지 않고도 행위만으로 책임을 지우는 범죄를 말한다. 일반적으로 범의 등의 정신상태를 입증하기 어렵거나 범죄로 인한 해악이 너무 커서 고의없이도 처벌하는 것이 사회정책상 바람직한 경우를 말한다. 보통 엄격책임범죄는 사회정책상 규제의 성격을 가지며 공공에 중대한 해를 끼치고 범죄에 대한 처벌은 경미한 편이며 범죄사실을 쉽게 입증하는 것이 가능하다.

## 해당범죄
- 규정 위반 (교통 법규 위반 차량 관리 법령 위반 등) ㅎ
- 민생 범죄 (총기, 식품 의약품 규제)
- 도덕 범죄 (미성년자 강간, 중혼)